# Red Cloud
Red Cloud er en amerikansk by og administrativt centrum for det amerikanske county Webster County i staten Nebraska. I 2000 havde byen et indbyggertal på 1.131.
Byen er opkaldt efter høvding Red Cloud, en oglala-lakota.:260 